# Colombia International 2015
Die Colombia International 2015 im Badminton fanden vom 23. bis zum 27. September 2015 in Medellín statt.

## Sieger und Platzierte
| Disziplin    | Gold                           | Silber                           | Bronze                                                   |
| ------------ | ------------------------------ | -------------------------------- | -------------------------------------------------------- |
| Herreneinzel | Bjorn Seguin                   | Daniel Paiola                    | Rosario Maddaloni                                        |
| Herreneinzel | Bjorn Seguin                   | Daniel Paiola                    | Lino Muñoz                                               |
| Dameneinzel  | Jeanine Cicognini              | Fabiana Silva                    | Haramara Gaitan                                          |
| Dameneinzel  | Jeanine Cicognini              | Fabiana Silva                    | Mariana Ugalde                                           |
| Herrendoppel | Daniel Paiola Alex Tjong       | Giovanni Greco Rosario Maddaloni | Daniel La Torre Diego Mini                               |
| Herrendoppel | Daniel Paiola Alex Tjong       | Giovanni Greco Rosario Maddaloni | Arturo Hernández Bjorn Seguin                            |
| Damendoppel  | Ana Paula Campos Fabiana Silva | Haramara Gaitan Sabrina Solis    | Sara Michele Barrios Chiong Alejandra Samayoa Arreaga    |
| Damendoppel  | Ana Paula Campos Fabiana Silva | Haramara Gaitan Sabrina Solis    | Nairoby Abigail Jiménez Bermary Altagracia Polanco Muñoz |
| Mixed        | Alex Tjong Fabiana Silva       | Daniel La Torre Daniela Macías   | Barrientos Mateo Laura Sánchez                           |
| Mixed        | Alex Tjong Fabiana Silva       | Daniel La Torre Daniela Macías   | Jhonatan Wu Zheng Damaris Mercedes Ortiz Parada          |